# 中村貞夫
中村 貞夫（なかむら さだお、1934年 -  ）は、風景画の大作を描き続ける画家。富士の四季シリーズ、四大文明シリーズに取り組む。

## 経歴
- 1934年 - 大阪市生まれ。小磯良平、伊藤継郎に師事
- 1952年 - 新制作展 初入選
- 1957年 - 大阪大学文学部卒業（仏文専攻）
- 1969年 - 新制作協会 会員推挙
- 1970年 - 安井賞展に出品
- 1985年 - 梅田近代美術館にて富士＜春＞シリーズの個展開催
- 1988年 - 梅田近代美術館にて富士＜冬＞シリーズの個展開催
- 1991年 - 梅田近代美術館にて富士＜秋＞シリーズの個展開催
- 1994年 - 梅田近代美術館にて富士＜夏＞シリーズの個展開催
- 1995年 - 宝塚造形芸術大学（現宝塚大学）教授
- 1999年 - 新制作京都展にてナイルシリーズの特別展示
- 2004年 - 兵庫県立美術館 原田の森ギャラリーにてインダスシリーズの個展開催[2]
- 2010年 - 兵庫県立美術館にて黄河シリーズの個展開催[3]
- 2012年 - 中国国家博物館（北京）にて『日中国交正常化40周年記念事業　黄河－中村貞夫展』を開催
  - 主催：毎日新聞社、中村貞夫展実行委員会、中国対外文化交流協会
  - 実行委員：乾由明、木村重信、粂田恵子、崎田喜美枝、佐藤道生、千玄室、建畠晢、西橋正泰、藤野文晤、山崎豊子、鷲田清一
  - 後援：外務省、大阪大学、宝塚大学
- 2018年- 大阪大学総合学術博物館（4月27日―6月30日）及び豊中市立文化芸術センター（4月27日―5月27日）にて「四大文明の源流を求めて　探求の旅、描きとめる熱情―　洋画家　中村貞夫」展を開催
  - 主催 : 大阪大学総合学術博物館、豊中市、毎日新聞社など
- 2019年 - 熊野風景シリーズを取材制作
- 2022年 - 大阪大学創立９０周年，大阪外国語大学創立１００周年記念式典の10DECADESに出演、在学中のエピソードなどを語る（大阪国際会議場）　　　　　　オービック御堂筋ビルの１階ロビーに油彩画「大阪城・桜」とその銘盤が掲げられる

## 画集
『中村貞夫画集』 作成：共進社印刷株式会社
| 発行   | 巻     | 内容                                                 | 執筆 （敬称略）    |
| ------ | ------ | ---------------------------------------------------- | ------------------ |
| 1979年 | 第一巻 | シリーズ＜弥山＞ ＜種子島＞ ＜屋久島＞               | 小磯良平、伊藤継郎 |
| 1982年 | 第二巻 | シリーズ＜吉野から＞ ＜四万十川＞ ＜土佐海岸＞       | 木村重信           |
| 1985年 | 第三巻 | シリーズ＜燔祭＞ 富士＜春＞                          | 乾由明             |
| 1988年 | 第四巻 | 初期油絵 シリーズ富士＜冬＞                          | 池上忠治           |
| 1991年 | 第五巻 | 初期水彩素描 シリーズ富士＜秋＞                      | 安黒正流           |
| 1994年 | 第六巻 | シリーズ富士＜夏＞ 芍薬素描                          | 山村悟             |
| 1999年 | 第七巻 | シリーズ＜ナイル＞                                   | 小林徹             |
| 2004年 | 第八巻 | シリーズ＜インダス＞                                 | 肥塚隆             |
| 2009年 | 第九巻 | シリーズ＜黄河＞                                     | 鷲田清一           |
| 2018年 | 第十巻 | シリーズ＜メソポタミア＞＜大阪風景＞＜風景画の軌跡＞ | 橋爪節也           |

## 図録
- 大阪大学総合学術博物館叢書１５　「精神と光彩の画家 中村貞夫―揺籃期から世界四大文明を超えて―」　2018年4月27日発行（予定）
  - 編集・執筆 : 橋爪節也　竹中哲也　　
  - 発行所 : 大阪大学出版会

## 受賞
- 1964年 : 新制作展新作家賞
- 1986年 : 紺綬褒章

## 収蔵
- 高エネルギー加速器研究機構（KEK）
- 大阪大学
- 大阪大学総合学術博物館
- 中国国家博物館
- オービック御堂筋ビル

## 所属
- 民俗芸術学会会員